# Santa Praxedes
Santa Praxedes est une municipalité de la province de Cagayan, aux Philippines.

## Barangays
Santa Praxedes compte 10 barangays.
- Cadongdongan
- Capacuan
- Centro I (Pob.)
- Centro II (Pob.)
- Macatel
- Portabaga
- San Juan
- San Miguel
- Salungsong
- Sicul